# همیلتون لیستر رید
همیلتون لیستر رید (انگلیسی: Hamilton Reed؛ ۲۳ مه ۱۸۶۹ – ۷ مارس ۱۹۳۱) فرد نظامی اهل جمهوری ایرلند بود. وی همچنین برندهٔ جوایزی همچون لژیون دونور (فرمانده)، صلیب نظامی ۱۹۱۴-۱۹۱۸ (فرانسه) و صلیب ویکتوریا شده‌است.